# Ksenia Alekseeva
 (novembre 2023).
Si vous disposez d'ouvrages ou d'articles de référence ou si vous connaissez des sites web de qualité traitant du thème abordé ici, merci de compléter l'article en donnant les références utiles à sa vérifiabilité et en les liant à la section « Notes et références ».
Pas d'image ? Cliquez ici
Ksenia Alekseeva, née le 13 mars 1987, est une grimpeuse russe. 

## Palmarès

### Championnats d'Europe
- 2010 à Innsbruck,  Autriche
  -  Médaille d'argent en vitesse
- 2006 à Paris,  France
  -  Médaille d'argent en vitesse